# Josh Brener
 (juin 2015).
Josh Brener est un acteur américain, né le 1er octobre 1984 à Houston (Texas).
Il est connu pour ses rôles de Lyle dans le film Les Stagiaires, de Nelson « Grosse-tête » Bighetti dans la série télévisée Silicon Valley  ainsi que de Zack Miller dans la série Glory Daze.

## Biographie

### Jeunesse et formation
Joshua Brener, dit Josh, a grandi dans la ville de Houston au Texas et commença à jouer la comédie à partir de l'âge de 12 ans. Il a étudié à Harvard où il était le président de la compagnie Hasty Pudding Theatricals, ce qui lui permit de développer ses capacités en comédie et en improvisation.
Il vit à présent à Los Angeles où il continue de jouer et donne des cours aux Stan Kirsch Studios à Hollywood.

## Filmographie

### Cinéma
- 2016 : Max Steel de Stewart Hendler : Steel (voix)
- 2016 : The Belko Experiment de Greg McLean : Keith McLure
- 2018 : Front Runner : Le Scandale (The Front Runner) de Jason Reitman : Doug Wilson
- 2019 : Ce que veulent les hommes (What Men Want) de Adam Shankman : Brandon Wallace
- 2020 : All My Life de Marc Meyers : Eric Bronitt
- 2022 : Le Destin des Tortues Ninja, le film (Rise of the Teenage Mutant Ninja Turtles: The Movie) d'Ant Ward et Andy Suriano : Donatello (voix originale)
- 2022 : Sniper: Rogue Mission d'Oliver Thompson : Szinész
- 2022 : Meilleurs colocs (en) (Bromates) de Court Crandall : Sid
- 2023 : Old Dads de Bill Burr : Dana
- 2024 : Carry-On de Jaume Collet-Serra : Hershel

### Télévision
- 2010-2011 : Glory Daze : Zack Miller
- 2011-2013 : The Big Bang Theory : Dale (2 épisodes)
- 2012 : House of Lies : Will Davis (1 épisode)
- 2013 : Les Stagiaires (The Internship) : Lyle
- 2013 : Workaholics : Marshall Davis (1 épisode)
- 2014 : The Middle : Julian (1 épisode)
- 2014-2019 : Silicon Valley : Nelson « Grosse-tête » Bighetti
- 2015 : Scandal : Gavin Price
- 2017 : Star Wars Rebels : Erskin Semaj (voix)
- 2017-2021 : La Bande à Picsou (Ducktales) : Mark Beaks (voix)
- 2018-2020 : Le Destin des Tortues Ninja (Rise of the Teenage Mutant Ninja Turtles) : Donatello (voix)
- 2018 : Swedish Dicks : Rick (1 épisode)
- 2018-2020 : Star Wars Resistance : Neeku Vozo (voix)
- 2019 : Love, Death and Robots : K-VRC (voix) (saison 1, épisode Les Trois Robots)
- 2019-2020 : 101, rue des Dalmatiens : Dylan (voix)
- 2019 : The Neighborhood : Trevor (1 épisode)
- 2019 : Modern Family : Carl (1 épisode)
- 2021 : Mythic Quest :  Carl Longbottom (jeune) (saison 2, épisode 6)
- 2023 : The Last of Us : le présentateur TV
- 2024 : Le Problème à trois corps : Sebastien Kent (1 épisode)

## Voix francophones
En version française, Hervé Rey est la voix régulière de Josh Brener. Il l'a doublé à neuf reprises (notamment dans les films Les Stagiaires, Front Runner : Le Scandale, Meilleurs colocs (en), Old Dads, Carry-On et quatre séries dont Silicon Valley, etc.). Julien Chatelet l'a également doublé deux fois (The Belko Experiment et All My Life). À titre exceptionnel, Joachim Salinger a été choisi pour le doubler dans la série The Big Bang Theory, Jérôme Berthoud dans le film Ce que veulent les hommes ou encore Benoît Cauden dans la série d'animation Love, Death and Robots.
Version française
- Hervé Rey dans : Les Stagiaires, Front Runner : Le Scandale, Meilleurs colocs, Old Dads, Carry-On[1], etc.